# Зинкус, Йонас Ионович
Йонас Ионович Зинкус (лит. Jonas Zinkus; 2 августа 1917 или 20 июля 1917, Грязи, Тамбовская губерния — 20 июля 1990, Вильнюс) — исследователь литовской литературы, работник печати, партийный деятель.

## Биография
С 1920 года проживает в Литве.
В 1935 году окончил Кедайняйскую среднюю школу, с 1936 года учился в университете Витовта Великого.
В 1936-1940 гг. заключен в тюрьму за коммунистическую деятельность. В 1940-1941 гг. заведующий отделом, заместитель главного редактора «Тиесы».
В 1942-1944 гг . — инструктор, секретарь редакции газеты «Tėvynė šaukia» 16-й Литовской стрелковой дивизии. В 1945 — 1950 гг. — главный редактор «Valstiečių laikraštis».
В 1949 году окончил Высшую партийную школу при ЦК ВКП(б). В 1950-1955 гг. работал заместителем заведующего идеологическим отделом ЦК ЛКП, в 1955-1956 гг . — заведующий отделом науки и культуры ЦК ЛКП.
В 1960 г. окончил Академию общественных наук при ЦК СССР. в 1961 году стал кандидатом филологических наук.
В 1961-1963 гг. работал в Институте истории партии при ЦК КПЛ. В 1961-1972 гг. преподавал в Вильнюсском университете: в 1962—1965 гг. — заведующий кафедрой литовской литературы,
В 1970 — 1974 гг. заместитель главного редактора, в 1974-1988 гг. — главный редактор редакции Литовской советской энциклопедии.
Публиковал статьи о пролетарской литовской литературе, соцреализме, атеизме и др. вопросам.

### Книги
- Они стали хозяевами своей земли: сборник статей и очерков. — Вильнюс: Государственное издательство политической литературы, 1947. — 104 с.
- Литература и искусство в борьбе с коммунизмом: сборник документов / Институт истории партии при ЦК ЛКП — филиала Института марксизма-ленинизма при ЦК СССР. — Вильнюс: Госиздат художественной литературы, 1962. — 476 с.
- Вопросы социалистического реализма: Сборник статей. — Вильнюс: Госиздат художественной литературы, 1962. — 337 с.
- Писатели и религия: Сборник статей. — Вильнюс: Разум, 1966. — 310 с.
- Старинная литовская литература: сборник статей. — Вильнюс: Вильнюсский университет, 1971. — 222 с.

### Статьи
- Йонас Зинкус. Юность в пламени войны // "Литературная газета", № 26 (5040) от 26 июня 1985 стр.7 (о поэте-фронтовике Викторасе Валайтисе)